# Natura 2000-område nr. 23 Vullum Sø
Natura 2000-område nr. 23 Vullum Sø består af den delvist udtørrede sø Vullum Sø, og området omkring, i alt 142 hektar. Habitatområdet er ud over søen præget af klitlavninger til dels med rørsump, tørre klitheder og enkelte grå klitter. Naturplanområdet har et areal på 509 hektar, og består af EU-habitatområdeet H23, der ligger vest for Hjardemål Plantage, nordvest for Østerild Klitplantage, og et par km syd for Vigsø Bugt i Skagerrak; Mod vest ligger Hanstholmknuden (Habitatområde nr 220) der er den østlige del af Natura 2000-område nr. 24 Hanstholm Reservatet, Hanstholmknuden, Nors sø og Vandet sø.
Mod sydvest ligger Korsø Knude, der også er Natura 2000-område, nr. 45 Korsø Knude.
Vullum Sø er er en kalkrig sø med kransnålalger på tidligere omkring 87 ha, men nu, efter dræning ved grøftegravning, kun på omkring 16,3 ha. 129 ha er omfattet af naturbeskyttelseslovens § 3, med hovedvægten på hede (556 ha) og mose (40ha). Området er en vigtig plante-, fugle- og sommerfuglelokalitet, og har tidligere været levested for den sjældne Hedepletvinge. I området findes sjældne planter som kær-fnokurt, smalbladet pindsvineknop og thy-gøgeurt. For fugle er området især vigtigt for ynglende rørdrum og trane og erfast tilholdssted for den fredede sædgås. Der findes også odder i området.
Natura 2000-planen er vedtaget i 2011, hvorefter kommunalbestyrelserne
og Naturstyrelsen udarbejdede bindende handleplaner, som skal sikre
gennemførelsen af planen. Planen videreføres og videreudvikles i senere planperioder.
Natura 2000-området ligger i Thisted Kommune, og naturplanen er koordineret med vandplanen 1.1 Nordlige Kattegat, Skagerrak.